# Carex vimariensis
Carex vimariensis là một loài thực vật có hoa trong họ Cói. Loài này được Hausskn. ex Berthold mô tả khoa học đầu tiên năm 1890.